# 梅氏銼甲鯰
梅氏銼甲鯰，為輻鰭魚綱鯰形目甲鯰科的其中一種，為熱帶淡水魚，分布於南美洲亞馬遜河流域，體長可達13公分，最大可到18-20公分，棲息在岩石底質、水質清澈溪流底層水域，生活習性不明。

## 扩展阅读
維基物種上的相關：梅氏銼甲鯰